# نيوس آسينسي
نيوس آسينسي (بالإسبانية: Neus Asensi)‏ هي ممثلة إسبانية، ولدت في 4 أغسطس 1965 ببرشلونة في إسبانيا.

## أعمال

### أفلام
- (1999) فتاة أحلامك
- (2016) ملكة إسبانيا

## وصلات خارجية
- نيوس آسينسي على موقع IMDb (الإنجليزية)
- نيوس آسينسي على موقع ألو سيني (الفرنسية)
- نيوس آسينسي على موقع أول موفي (الإنجليزية)
- نيوس آسينسي على موقع قاعدة بيانات الأفلام السويدية (السويدية)
- نيوس آسينسي على موقع قاعدة بيانات الفيلم (الإنجليزية)
- نيوس آسينسي على موقع كينوبويسك (الروسية)